# Kulturfrequenzen
Dieser Artikel befindet sich derzeit in der Qualitätssicherung im WikiProjekt Elektrotechnik des Portal Elektrotechnik. Wenn du dich mit dem Thema auskennst, bist du herzlich eingeladen, dich an der Prüfung und möglichen Verbesserung des Artikels zu beteiligen. Der Meinungsaustausch dazu ist in der Diskussion (Artikel „Kulturfrequenzen“ eintragen) zu finden.
Kulturfrequenzen ist ein vorwiegend im deutschen Sprachraum genutzter Begriff für Funkfrequenzen in Nutzung durch drahtlose Produktionswerkzeuge der Inhalte- und Veranstaltungsproduktion, wie etwa drahtlose Mikrofone und In-Ear-Monitore, Videokameras, Audio- und Video-Links, Funkstrecken zur systeminternen Datenübertragung, Funkstrecken zur Fernsteuerung und Funkstrecken für die Regie-, Team- und Sicherheitskommunikation.
Genutzt wird u. a. der Frequenzbereich von 470 bis 694 MHz. Dieser Frequenzbereich ist für Fernseh-Sender und -empfänger zugewiesen. Regional unbenutzte TV-Kanäle, die aus technischen Gründen (z. B. Koordinierungsvorgaben des Digitalen Rundfunks) vom Rundfunk nicht genutzt werden können, sind seit vielen Jahrzehnten den drahtlosen Produktionswerkzeugen der Inhalte- und Veranstaltungsproduktion zugewiesen.
Die Nutzung der „Kulturfrequenzen“ erfolgt in der Regel durch eine nationale Frequenzzuweisung der zuständigen, lokalen Behörde. Ein Beispiel für Deutschland ist die von der Bundesnetzagentur veröffentlichte Verwaltungsvorschrift für den nichtöffentlichen mobilen Landfunk (VVnömL). Häufig werden in internationalen Gremien Studien zu „gemeinsamer und störungsarmer Nutzung mit anderen Funk-Frequenz-Nutzern“ durchgeführt. Die Ergebnisse fließen nachfolgend oft in nationale Entscheidungsprozesse ein. Beispiel: die „European Conference of Postal and Telecommunications Administrations - CEPT“ führt fortlaufend Studien zu unterschiedlichen Szenarien der Frequenznutzung durch und veröffentlicht die Ergebnisse und Empfehlungen auf ihrer Website. Hinweis: Drahtlose Produktionswerkzeuge der Inhalte- und Veranstaltungsproduktion werden in Europäischen Gremien mit dem Begriff PMSE, Programme Making and Special Effects zusammengefasst.
Als Beispiel einige Verweise zu Empfehlungen für die Frequenznutzung durch drahtlose Audio- und Video-Produktionswerkzeuge:
1. Audio PMSE.[4]
2. Video PMSE.[5]
3. Weitere Drahtlosanwendungen

Service Links und weitere Drahtlosanwendungen sind nicht in der REC 25-10 berücksichtigt. Oft sind diese in der REC 70-03 gelistet. Die Veröffentlichungen REC 25-10 und REC 70-03 werden häufig durch das „Electronic Communications Committee - ECC“ aktualisiert.